# LVDS

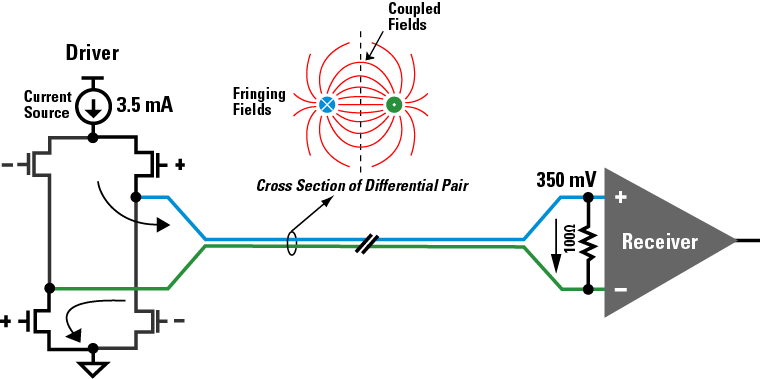
схема LVDS

Низьковольтна диференціальна передача сигналів ( англ. low-voltage differential signaling або LVDS) — спосіб передачі електричних сигналів, що дозволяє передавати інформацію на високих частотах за допомогою дешевших з'єднань на основі мідної звитої пари. Стандарт розроблявся і просувався компанією Texas Instruments. Починаючи з 1994 року низьковольтна диференціальна передача сигналів використовується в комп'ютерній індустрії, де знайшла широке застосування для створення високошвидкісних комп'ютерних мереж, комп'ютерних шин та ноутбуків (FPD-Link). Стандартизовано як ANSI/TIA/EIA-644-A в 2001 році.

## Диференціальна передача сигнала
LVDS це система із диференційним сигналом, це означає, що сигнал в ній передається як різниця напруги між парою дротів, які утворюють лінію зв'язку; ці два значення напруги знаходяться у протифазі і порівнюються між собою на стороні отримувача. В типовій реалізації, передавач подає по дротам пари постійний струм величиною в 3.5 мА, із напрямом струму, що визначає цифровий логічний рівень (фактично пара приєднана до диференційного виходу диференціального підсилювача, який утворює протифазний сигнал). Струм проходить через резистор навантаження ("термінальний" англ.) на стороні приймача, що має опір близько 100...120 Ом (що відповідає характеристичному імпедансу дротів пари і зменшує відбиття сигналу), а потім повертається в зворотному напрямку через інший дріт. Виходячи із Закону Ома, падіння напруги на резисторі становить близько 350 мВ. На стороні приймача так само диференціальний підсилювач підсилює це падіння напруги і формує сигнал потрібного логічного рівня.
Оскільки існує ємнісний і індуктивний зв'язок між дротами пари, LVDS дозволяє зменшити генерацію електромагнітного шуму, що виникає при передачі сигналу. Це зменшення шуму відбувається через однаковий за величиною і протилежний за напрямом струм, що тече по дротам пари, відповідно створюються протилежно направлені електромагнітні поля, що компенсують один одного. Крім того збільшується перешкодозахищеність лінії зв'язку, бо перешкоди створюють синфазні коливання у парі, а корисний сигнал передається у протифазі, що збільшує відношення сигнал/шум. - Відповідно з пар LVDS можна сформувати шину для передачі даних необхідної ширини, у тому числі двонаправлену і з багатьма пристроями на шині.